# Jung-gu (Daejeon)
Jung-gu (Koreaans:중구, 中區) is een stadsdeel (gu) van de Zuid-Koreaanse stad Daejeon. Jung-gu heeft een oppervlakte van 62 km², en telt ongeveer 265.500 inwoners.